# Ahmed Shah I

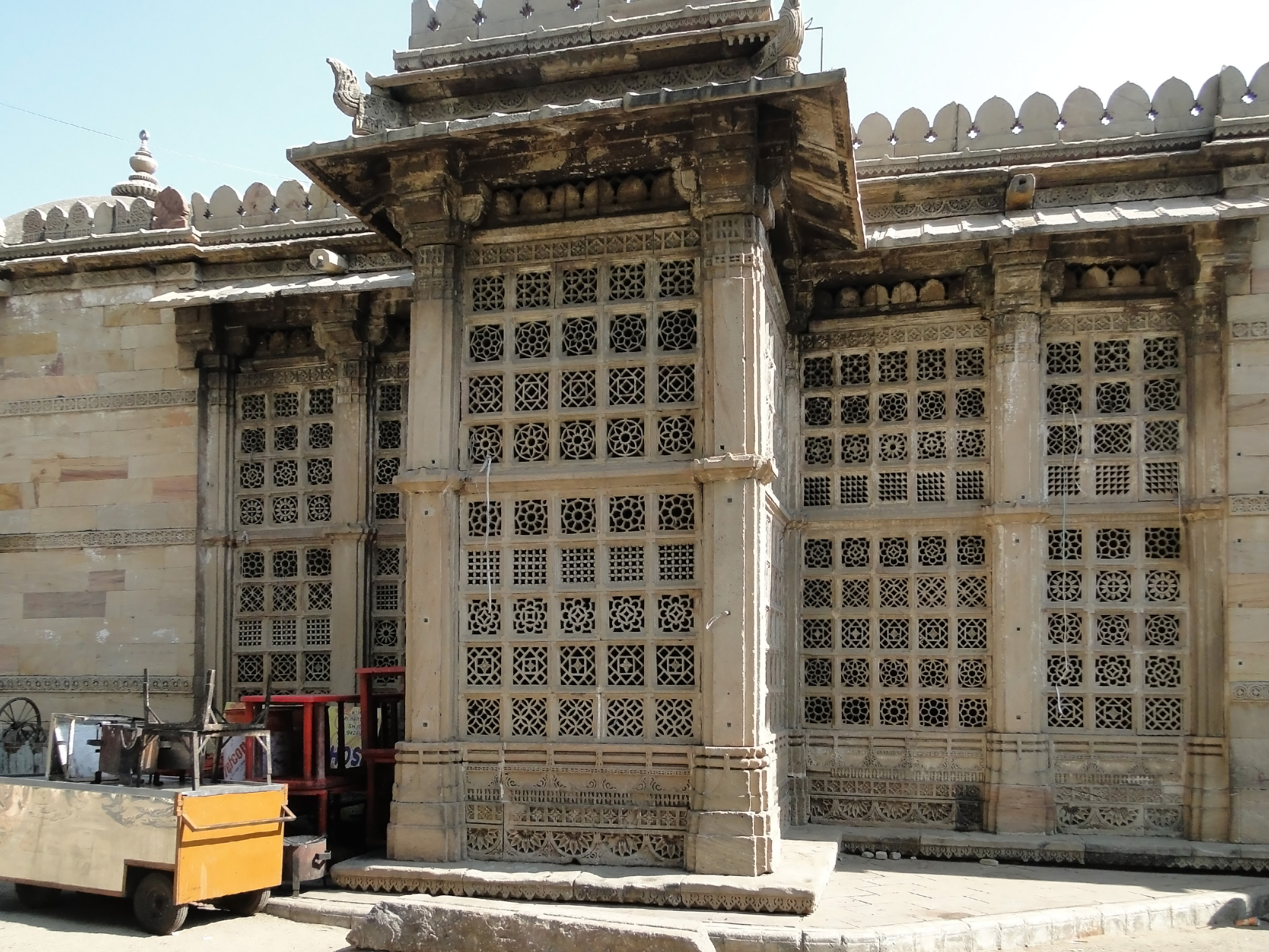
Mausoleo de Ahmed Shah en Ahmedabad

Ahmad Shah I fue un sultán Bahmani de Guyarat perteneciente a la dinastía Muzafárida. Gobiernó desde 1411 hasta su muerte en 1442. Fundó la ciudad de Ahmedabad ("La ciudad de Ahmed", llamada así en su honor) en 1411 y la estableció como la capital del sultanato de Gujarat.
La primera mezquita se construyó en 1424 y lleva el nombre de Jami Masjid. Su tumba, Ahmad Shah Rauza, donde también reposa sus hijos se encuentra en el complejo de la mezquita, así como la de sus esposas, Rani Ka Hazira. Sin embargo su nieto (Mahmud Begada) descansa en Sarkhej.